# Hox gen

Příklad funkce Hox genů

Hox gen či homeotický gen (Hox je zkratka pro homeotický box, tedy homeobox) je označení pro některé geny, které hrají významnou roli v ontogenetickém (embryonálním) vývoji mnohých mnohobuněčných živočichů. Tyto geny pro ontogenetický vývoj obsahují homeobox, zvláštní sekvenci asi 183 párů bází. Hox geny obvykle tvoří na řetězci DNA shluky a společně se podílejí na vzniku např. anterior-posteriorální (předozadní) osy budoucího živočicha.
Z Hox genů je, podobně jako u ostatních homeoboxových genů, syntetizována tzv. homeodoména, tedy protein, který se váže na DNA a ovlivňuje její transkripci (tzv. transkripční faktor).